# 김지태
김지태(金智泰, 1908년 6월 14일 - 1982년 4월 9일)는 대한민국의 무소속 및 자유당 진영 정치인 및 언론인으로 동양척식주식회사로부터 울산 지역 2만평의 전답을 10년 분할상환 조건으로 불하 받았고, 이를 기반으로 태평양 전쟁 시기 일제 군수사업으로 부를 이룬 친일파, 매국노이다. 광복 이후에도 부산 일대의 유력한 실크재벌였고, 언론문화사업에도 진출하여 4.19 혁명의 시초가 되는 기사를 쓴 부산일보의 사주로 역임했으나, 동시에 이기붕에게 조선견직의 탈세묵인조로 자유당에 선거자금 1000만환을 공여했다는 사실이 언론에 대대적으로 보도되면서 3.15 부정선거를 거들었다는 비난을 받았다. 성공한 사업가였지만, 자신에게 적용된 농지개혁법 위반, 탈세, 밀수 혐의를 무마하기 위해 박정희 집권 후 부산일보와 MBC 100% 주식과, 부산 땅 10만평을 정권에 헌납했다. 김지태의 유족인 김도성, 김영찬, 김후성, 이명선, 김영철 등이 김지태의 친일 이력을 문제삼은 민간인 수 십명을 대상으로 집단 사자명예훼손 소송을 걸어 논란이 일었다. 김지태 유족 측 담당 법무법인은 율립으로, 민변 소속인 하주희가 대표변호사로 있다.

## 약력
1908년 부산 좌천동에서 태어났다. 아버지는 金京仲, 어머니는 慶州李氏로 외아들이다. 부산에서 12대를 살아온 그의 집안은 재력가였다. 조부 김채곤은 통도사 신도회장을 맡았을 뿐 아니라 육영제(育英齊·부산진초등학교 전신)라는 청소년 교육기관 운영에 헌신해 인근 주민들로부터 '金사일 영감님'으로 칭송을 받았다. 부친인 김경중은 일본에 유학한 인텔리였으나 가정에는 소홀한 가장이었다. 김지태가 세 살 때 어머니는 외가가 있는 동래군 서면 초읍리로 이사했다.
이후 부산진공립보통학교에 진학했는데 그는 특히 산수에 소질을 보였다. 학업성적이 우수했던 김지태는 보통학교 5학년 때인 1922년 4월에 영주동에 있는 3년제의 부산진공립상업학교(부산상고)에 입학했다.
1927년 부산공립상업학교를 졸업하고, 같은 해 일본인 교장의 추천을 받아 일제 수탈의 핵심 기관인 동양척식주식회사 부산지점에 입사하였다. 1932년 폐결핵으로 동양척식주식회사를 퇴사하면서 울산지역 토지 2만평을 불하받았다. 그의 자본가로서의 시초는 동양척식주식회사에서 불하받은 울산 땅 2만 평이었다. 부산지점장에게 인심을 얻어 동경의 본사와 의논하여 불하받았다고 전해지며 이 땅을 기초로 자본가로 성장한다.  인조견을 생산하는 직물공장으로 사업을 시작했으나 얼마 못가 실패한다. 이후 제지업에 진출하여 지류제조, 지류무역, 부동산업 등으로 중일전쟁에 일제 군납사업으로 부를 쌓았다. 
조선섬유한국생사(주) 사장, 부산상공회의소 초대회장, 부산일보 사장, 경남육상경기연맹회장 등으로 활동하였다. 1950년 무소속으로 제2대 민의원, 1954년 자유당 소속으로 제3대 민의원을 역임하였다.
해방 후 조선견직(전 아사히 견직), 삼화고무, 제사업(製絲業) 등을 주축으로 부산 일대의 실크재벌을 넘어 전국적인 자본가로 성장하였다.
1949년 부산일보를 인수하였다. 1958년 부일장학회를 설립하였고, 1959년 부산문화방송을 개국하고, 1961년 문화방송(서울)을 개국하였다.
1954년 12월 사사오입 개헌에 반대하다가 자유당 해당 행위자로 제명되었으며, 1957년 5월에 복당했으나 1958년 5월 제4대 민의원 선거에서 낙선하고 정계에서 은퇴하였다. 1960년 4.19 민주혁명 당시 부정축재자 명단 1호에 올랐다. 1961년 5·16 군사 정변 직후에 부정축재 혐의로 구속되었으며, 1961년 12월 30일 부정축재 환수금으로 5억 4570만 환을 냈다.
그 후에 1962년 5월, 다시 국내재산도피방지법, 관세법 및 형법, 농지개혁법 위반 혐의로 박정희 군사정부의 군검찰로부터 징역 7년을 구형받았다. 같은 해 6월 20일 구속된 상태에서 부산일보, 한국문화방송, 부산문화방송 및 부일장학회 소유의 부산 시내 땅 10만 147평을 5·16 장학회에 무상기증한다는 기부 승낙서에 서명하고 날인하였다. 형식은 합법을 취했으나 강압이었고 기부 승낙서가 변조된 사실 등이 드러나기도 했다.
김지태는 1971년 8월 7일, 자필로 쓴 (부일장학회·부산일보·문화방송 등의) 양도경위서를 5·16장학회에 보냈다. 당시 정·재계에 부산일보와 문화방송 매각설이 파다하게 퍼졌기 때문이다. 김씨는 이 서신에서 매각한다면 창설자인 본인이 인수하겠다고 강조했다. 그 내용 중에는 부일장학회의 강압적인 양도서류 날인 내용이 담겨있다. <<1962년 당시 중앙정보부 부산지부장 박용기씨에 의하여 본인이 부산형무소에 투옥되어 군사재판이 진행 중, 계엄사령부 법무관실에서 고원증씨가 미리 작성한 양도 서류를 지참하여 날인을 강요당하고, 쇠고랑을 찬 손으로 본의 아닌 날인을 하게 되었음>>
1982년 사망했다. 부인 파평윤씨. 장지는 양산시 하북면 초산리 산17.

## 친일 활동
김지태는 일본인 교장의 추천을 받아 일제 식민지 수탈의 핵심 기관인 동양척식주식회사 부산지점에 입사하였다. 당시 내선일체를 강조하던 시대 분위기를 감안하면 김지태가 일본인 교장의 추천을 받아 입사했다는 사실은 논란의 소지가 있다. 
김지태는 자신의 자서전 '나의 이력서'(1976)에서 자신이 동양척식주식회사에 입사해 직무에 충실했던 내용을 쭉 썼다. 1927-32년에 동양척식주식회사에서 말단 사원으로 5년간 근무한 것만으로는 친일파라 하긴 어렵다는 일각의 주장이 있으나, 5년은 당시 시대상을 감안했을 때 민간 경력으로 결코 짧은 시간이 아니었다. 이는 동시대 인물들의 이력에서 그대로 나타난다. 언론인을 비롯해 일제시대의 엘리트들 중 민간 분야에서 10년 근속은 거의 찾아보기가 힘들다. 따라서 당시 5년 경력은 현재와 판이하게 다르다고 할 수 있는 짧지 않은 기간이다.  다른 정황증거들과 함께 종합해서 보면 김지태의 친일 의혹은 더 짙어진다.
김지태의 자본가로서의 시초는 1932년 동양척식주식회사에서 불하받은 울산 땅 2만 평이었다. 김지태가 일제로부터 불하받은 땅에서 수확한 벼는 분할상환금을 갚고도 매년 100석 이상의 쌀이 남았다고 한다. 당시에 일본인도 1만평 이상 불하받기 힘들었는데, 김지태가 동양척식주식회사에서 5년을 근무했다고 일제에서 퇴직금으로 2만평을 내주었다는 점은 눈여겨 볼만한 사실이다. 김지태 평전(문항라 저고리는 비에 젖지 않았다, 2003년 석필출판사)에서도 동양척식주식회사의 불하가 '엄청난 특혜'였음을 기록하고 있다.
김지태는 동양척식주식회사가 준 땅을 담보로 1934년에 대출을 받아 인조견을 생산하는 부산진직물공장을 인수하게 된다. 첫 사업이 실패로 끝나자, 그는 직물 사업을 하면서 알게 된 일본의 직물도매상 하기노 상점의 소개로 일본 오사카에 있는 이시이(石井) 철공소를 찾아가 지류 관련 기계들(고속 권지(捲紙)기기)을 주문하고 3개월 동안 실습했다. 여기서 동양척식주식회사 시절 불하받은 땅이 그의 사업 재기의 계기가 된다. 김지태는 귀국하여 울산농장을 담보로 부산 제2금융조합에서 융자를 받아 1935년 9월 범일동에서 조선지기(紙器)주식회사를 설립한다. 원료는 일본 굴지의 제지회사인 왕자제지와 태양제지에서 공급받았는데 사업은 날로 번창했다. 참고로, 왕자제지(王子ホールディングス株式会社, Ōji Hōrudingusu Kabushiki-gaisha)는 시부사와 에이이치가 1872년 2월 12일 설립한 회사로, 현재도 일본 최대이자 세계 3위의 제지회사로 유명하다. 당시 조선의 사업가가 일본 굴지의 회사로부터 원료를 공급받는다는 것은 상상하기 어려운 특혜였다. 조선지기(紙器)주식회사 설립 1년 뒤인 1937년 발발한 중일전쟁으로 전쟁 특수까지 겹쳐 사업은 한층 더 활기를 띄게된다. 
사업에 자신이 생긴 김지태는 조선지기(紙器)주식회사의 지류 생산업에 머물지 않고 일제의 또 다른 수탈기구인 조선식산은행 부산지점에서 거액을 대출받아 지류 무역업에까지 사업을 확장했다. 1970년 9월 19일 매일경제 기사를 보면 이 때 조선식산은행의 일본인 부산지점장은 김지태가 동척에 근무하던 시절 바둑을 같이 두던 상대로, 이러한 인연으로 그에게 상당한 자본을 빌려주었다고 한다. 조선식산은행은 동양척식주식회사와 함께 독립운동가 나석주가 폭탄 투척을 고려했던 일제의 대표적인 식민 수탈 기구였다. 한편, 김지태는 부동산업에도 손을 대 부산뿐 아니라 김해와 동래, 경주에까지 진출해서 기존 울산농장 외에 동래와 김해의 농토를 중심으로 목산(牧山)농장을 설립하는 한편 부산부동산회사까지 설립하게 된다.
1938년 5월 6일 자 동아일보 기사를 보면, 김지태가 충남 예산군 광시면에 있는 대흥금산을 광업권자로부터 매수하였다는 기사가 나온다. 당시 광산 사업은 일제의 도움 없이는 원활히 진행하기가 어려웠다는 점에서 이 또한 김지태가 일제에 협력하여 사업의 번창을 도모했다는 ‘간접증거’ 또는 ‘정황증거’로 고려될 수 있을 것이다.
김지태의 또 다른 친일의혹은 그가 일제의 전쟁수행을 위한 군수사업을 했다는 것이다. 지류와 부동산업으로 거대자본을 축적한 김지태는 1943년 일본인이 경영하던 조선주철공업합자회사를 인수하게 된다. 이 회사는 주물 위주의 기계류를 생산했는데 때마침 태평양전쟁 중이라 군수품 공업의 호경기에 편승할 수가 있었다. 그 무렵 김지태는 38세 젊은 나이로 부산에 거주하는 한국인 중 호별세를 가장 많이 낼 정도로 재산가로서의 탄탄한 기반을 갖고 있었다. 
이처럼 김지태는 부산진직물공장, 조선지기(紙器)주식회사, 조선주철공업합자회사 등을 운영하면서 군복, 포장상자, 군수물자 생산을 하였고 전쟁특수로 돈을 번 것이다. 즉, 중일전쟁 시기부터 일제 군납사업을 한 것은 사실이고, 결국 친일파 의혹은 이례적인 일제의 특혜에서 기인한다고 봐도 무방하다. 일제강점 하 반민족행위 진상규명에 관한 특별법 제2조(정의)에 따르면 14. 일본제국주의의 전쟁수행을 돕기 위하여 군수품 제조업체를 운영하거나 대통령령이 정하는 규모 이상의 금품을 헌납한 행위 역시 친일반민족행위로 지목하고 있다. 김지태 본인 역시 동양척식주식회사로부터 울산 지역 2만평의 전답을 10년 분할상환 조건으로 불하 받아 이를 기반으로 중일전쟁의 일제 군수사업으로 부를 이뤘다고 자신의 회고록에서 밝힌 바 있다.
김지태는 광복 이후 적산(敵産) 기업이던 아사히견직(조선견직주식회사의 전신)의 관리인을 맡게되었고, 이렇게 인수한 조선견직을 통해 세를 확장해나갔다. 1954년 신발제조공장으로는 당시 전국 최대 규모였던 삼화고무를 인수해 전국 10대 재벌의 반열에 오르게 된다. 
1960년 4.19 혁명 당시 김지태는 부정축재자 명단 1호에 올랐으며, 당시 부산 학생들은 김지태의 집으로 몰려가 “악질친일재벌을 처단하라”며 목소리를 높였다고 한다. 자유당 시절에 국회 국방위원회 소속으로 20여만 평의 농지를 편법으로 구입한 바 있는데, 이것이 부산 지역 민심을 격발시켰던 것이다. 이 당시 흥분한 시민들이 김지태의 집으로 몰려가 소란을 피우고 심지어 똥물을 뿌린 일이 있다.
정황증거상 친일파로 볼 여지는 많으나, 반민족행위특별조사위원회의 친일명단이나 친일인명사전에 수록된 바는 없다.  친일인명사전을 정리할 때 정권의 영향력을 우려하는 시각이 있었다. 노무현 정부 시절이던 2003.8.24일 민주당은 <일제강점하친일반민족행위진상규명에관한특별법>을 발의했다. 원안에는 친일행위 대상을 "은행회사 등의 간부 또는 직원으로서 우리 민족의 재산을 수탈한 행위, 경제침탈을 위해 일본제국주의가 만든 각종 경제기관과 단체에 재직한 자 중 침탈행위에 적극협력한 자"로 규정하였다. 이에 근거하면 김지태는 친일명단에 당연히 포함된다. 그러나 이후 무슨 이유에서인지 규정이 변경되었다. 개정안에는 "동양척식주식회사 또는 식산은행 등의 중앙 및 지방조직 간부로서 우리민족의 재산을 수탈하기 위한 의사결정을 중심적으로 수행하거나 그 집행을 주도한 행위"로 친일행위 대상이 축소되었고 이 기준에 의해 김지태는 친일인명사전에서 빠지게 됐다(개정안은 2004.3.2일 본회의 통과).
참고로 2012년 대한민국 법원에서는 김지태 친일을 주장했던 박근혜의 사자명예훼손 혐의를 "혐의없음"으로 종결시켰다. 2019년 김지태 유족들이 제기한 곽상도·나경원·민경욱 의원의 사자명예훼손 혐의 역시 무혐의로 종결되었는데, 이는 일반 국민들의 상식으로 비추어보았을 때 김지태가 친일을 했다고 판단할 수 있는 상당한 근거가 있기 때문이라고 볼 수 있다. 법원의 판결과는 상관없이 현재 김도성, 김영찬, 김후성, 이명선, 김영철 등 김지태의 유족들은 민간인 수 십명을 대상으로 집단 사자명예훼손 소송을 걸고 있다. 담당 법무법인은 율립으로, 민변 소속인 하주희가 대표변호사로 있다.

## 유족들의 김지태 독립운동 조작
2004년 김지태의 유족들은 김지태가 독립운동단체인 조선청년총동맹의 "부산지부 간부직을 맡았다가 부산경찰서에 구속까지 됐다"고 말했다. 그러나 조선청년총동맹은 1924년 220여개의 사회주의 계통 청년단체들이 주축이 되어 만들어진 단체로 1925년 일제의 의해 와해되었으며, 유족들이 주장하는 시기에 김지태의 나이는 불과 17-18세에 불과했다. 당시 조선청년총동맹을 이끌었던 김사국, 최창익, 이영 등은 각각 1895년생, 1896년생, 1889년생으로 모두 1908년생인 김지태보다 10살 이상 많았다.
더욱이 김지태의 유족들은 김지태가 1927~31년에 존재했던 사회주의 계열 독립운동단체인 신간회의 간부를 역임하였고, 한글학교에서 야학을였다. 그러나 이 시기는 김지태가 동양척식주식회사에 입사하여 일하고 있을 때였다(김지태는 1927년 동양척식주식회사에 입사하여 1932년 폐결핵으로 퇴사하였다). 일제의 대표적인 수탈 기구였던 동양척식주식회사에서 일하며 독립운동단체의 간부를 역임했다는 논리도 말이 안되거니와 당시 그가 20~24세의 나이에 쟁쟁한 사회주의자들을 제치고 거대 사회단체의 간부가 되었을 리가 만무하다. 당시 신간회의 주요 구성원은 안재홍, 이상재, 김병로, 오화영, 홍명희, 허헌 등 김지태의 아버지뻘 이상 되는 세대들이었다(더구나 김지태는 교장의 추천을 받고 동척에 입사했다).
이렇게 개연성이 떨어지는 주장들은 유족들의 유서 조작 의혹과 맞물려 김지태에 대한 친일 의심을 더욱 짙게 만들어주는 요인이 되기도 했다.
참고로, 김지태와 동명이인인 항일운동가 김지태(1911-1937)가 사회주의 계열의 독립운동단체에서 일하다 투옥되었다는 사실만 역사적 사실로 확인된다.

## 부정축재
성공회대 교수 한홍구와 김지태의 유족들은 김지태가 친일파가 아니며 부정축재자가 아니라는 사실을 강조해 왔다. 이를테면 한홍구는 4.19 혁명의 도화선이 된 김주열의 사진을 실은 신문사가 사실은 김지태가 운영하던 부산일보였다는 점을 부각하며 그를 자유당과 이승만에 맞서 싸운 의로운 인물인 것처럼 묘사했다. 그러나 김지태의 부정축재는 엄연한 역사적 사실이다.
김지태는 50년대에도 이미 비리로 구설수에 올랐던 인물로 1959년 국세청으로부터 생사수출시 2억 500여만환의 세금을 포탈한 혐의로 5개회사 대표들과 함께 조세처벌법 위반혐의로 고소당했다. 이 역시 유족들은 자유당에 박해를 받았기 때문이라고 하지만, 앞서 언급되다시피 4.19 혁명 이후 제2공화국 때도 그는 부정축재자로 지목되었다. 오히려 이기붕에게 조선견직의 탈세묵인조로 자유당에 선거자금 1000만환을 공여한 사실이 알려지면서 3.15 부정선거를 거들었다는 비난을 받았다. 더구나 5.16 군사정변이 터지기 전에 부정축재자로 지목되어 당시 기준으로 5억환의 부정축재 환수금을 추징당했고, 1961년 2월에는 반민주행위자 공민권제한 대상자 심사 명단에 올랐다. 김지태는 장면 총리 및 제2공화국의 핵심 인사들과 개인적인 친분이 있는 관계였음에도 불구하고 처벌을 피할 수 없었던 것이다.
박정희가 집권하기 이전인 1950년 후반~60년대 초반의 언론 기사들은 김지태가 부정축재를 했으며, 이승만의 자유당에 자금을 헌납했다는 것을 구체적인 액수와 시기까지 지적하고 있다.
1962년 고등군법회의는 김지태에게 징역 7년형을 구형했는데, 이 때 김지태의 부정축재 혐의는 크게 세 가지로 각각 농지개혁법 위반, 탈세, 그리고 밀수였다.
- 농지개혁법 위반: 1952년 부산 대연동 마을에 '국군이 토지를 징발한다'는 소문이 나돌면서 발칵 뒤집어졌다. 주민들은 동네로 진입한 군인들에게 "땅을 이렇게 빼앗아가는 법이 어디 있느냐”며 애원했지만 당시 전쟁 중이던 분위기 때문에 함부로 토를 달수가 없었다. 결국 마을주민들은 언젠가 되돌려 줄 것이라는 기대를 하며 삶의 터전을 내놓는다. 그러나 ‘되돌려 받을 것’이라는 막연한 기대는 당시 국방위원회 소속이었던 김지태가 징발당한 농민들의 땅을 인수하면서 물거품이 된다. 김지태의 유족이 박정희 정부에 빼앗겼다고 주장하는 토지 10만 평 중 4만평이 이 대연동 토지이며, 본래 주인은 땅을 부치던 이 지역 농민들이었다. 김지태와 몇몇 브로커들이 국가에 징발된 땅이라는 점을 악용해 "정부에선 보상금을 주지 않으니 일단 넘기라"는 감언이설로 당시 배우지 못한 농민들을 속여 교묘한 방법으로 인수해간 것이었다. 김지태의 수사를 맡았던 박용기 당시 중앙정보부 부산지부장은 “국군에 징발되어 있는 농민들 소유 전답을 김씨가 국방위원이라는 신분을 활용해 헐값에 넘겨받아 치부 수단으로 이용했다”면서 “땅을 징발당한 농민 후손들의 주장은 사실”이라고 확인했다. 또 “특히 땅 부분은 김씨가 농민들에게 원성을 사게 된 가장 큰 이유”라고 덧붙였다. 대연동을 비롯해 부산 서면 일대 토지 10만 평은 김지태가 자신의 석방을 위하여 부산 토지를 국방부에 기증했으나 석방되지는 못했다, 담당검사인 오영근이 땅을 받고 석방해 줄 수는 없다며 석방을 거부했기 때문이다. 이에 김지태는 황영주를 통해 국가재건최고회의와 접촉하여 5.16장학회에 토지 기증을 제안하여 토지를 기증했다. 김지태의 이 부산 토지는 부일장학회의 소유가 아니었으며, 전부 차명으로 소유하고 있었다.
- 탈세: 1959년에 김지태는 조선방직을 운영하면서 영업세, 물품세, 법인소득세 등을 포탈했다는 혐의로 검찰 조사를 받았으며, 이듬해에는 이기붕에게 조선견직의 탈세묵인조로 자유당에 선거자금 1000만환을 공여했다는 사실이 언론에 대대적으로 보도되면서 3.15 부정선거를 거들었다는 비난을 받았다.
- 밀수: 군사정권 당시 재산을 헌납한다고 각서를 썼을 당시 김지태의 집에서는 다이아몬드 반지, 외제 카메라 등 밀수품이 발견됐다. 참고로 이 시절은 이기붕이 집에서 귤 한박스 나왔다고 욕먹고, 미제 중고 냉장고를 뇌물로 받았다고 비난을 받던 시대였다.

## 박정희 정부와의 유착 의혹
김지태 유족들은 그동안 박정희 정부 시기 내내 부일장학회 재산을 빼앗기는 등 자신들이 핍박받는 ‘희생자’의 위치에 있었음을 강조한 바 있다. 가령 2012년 김지태의 26살 연하 아내 송혜영은 미디어스와의 단독 인터뷰에서 62년에 박정희 정권이 '밀수죄'라고 했었던 다이아몬드 반지와 외제 카메라를 다 팔아야 할 정도로 생활이 궁핍했다고 말했다. 그런데 당시 7캐럿짜리 다이아몬드는 현재 시가로 약 10억이 넘는 고가품이다. 만약 정말로 송혜영이 고가의 밀수품들을 시장에 내다 팔았다면 생계에 어려움을 느낄 하등의 이유가 없었을 것이다. 하물며, 7캐럿은 김지태 측의 주장이고, 당시 중앙정보부 부산지부의 수사 책임자는 10캐럿이라고 주장한 바 있다.
김지태가 1960~70년대 내내 국내 10대 재벌로 승승장구했다는 점을 감안했을 때, 또 김지태 회사의 전성기 역시 1960~70년대였다는 것을 생각했을 때, 박정희 정부 시절 생활고로 고생했다는 송혜영의 주장은 근거를 잃는다. 김지태는 1968년에는 국내에서 이병철 다음으로 출자 기업체들을 많이 소유하고 있는 기업인으로 보도된 적도 있다.
김지태는 1962년 박정희 정부에게 반강제적으로 재산 및 토지를 상납한 이후 오히려 정권과 유착하여 사업이 더 번창하게 되었다고 의심해볼 수 있다. 정수장학회 측은 김지태 유족의 소송과 관련하여 “김 씨는 1962년 재산 헌납 이후 정부로부터 해외차관, 은행차입 등에서 많은 혜택을 받았다”고 주장하였으며, 전직 중앙정보부 고위 관료 역시 비슷한 취지의 증언을 한 바 있다. "5·16 이후 당시로는 조달받기 어려운 차관 1800만 달러를 융자받는 등 (김지태는) 혁명정부로부터 적지 않은 도움을 받았습니다. 당시로서는 어마어마한 돈이었어요. 특혜를 많이 받았습니다. 그래서 생사나 신발 등을 육성해서 엄청나게 부자가 됐고 해마다 수출상을 받았어요. 그리고 박정희 정권 이후 자식들이 기업을 잘못 운영해 결국 부도가 난 겁니다."
실제로 김지태는 1962년 이후 꾸준히 회사를 발전시켜 1968년에는 박정희 정부로부터 석탑산업훈장을, 1969년에는 동탑산업훈장을, 1970년에는 은탑산업훈장을 받았다.
1976년 1월 김지태가 펴낸 그의 자서전 '나의 이력서'에는 제7회 수출의 날 기념식에 박정희와 함께 찍은 사진이 첨부되어 있다. 또 김지태의 자서전에는 박 전 대통령이 직접 쓴 ‘성업백세(盛業百世)’라는 휘호도 나오는데, ‘일구육팔년 오월 대통령 박정희’ 옆에 낙관이 찍혀 있고, 우측 상단에 ‘위김지태사장(爲金智泰社長)’이라고 적혀 있다. 따라서 김지태가 박정희에 대해 맹목적인 악감정만 가졌다고 보기는 어렵다.
1973년, 김지태는 동방증권을 인수해 금융업에도 손을 뻗었다. 1979년, 제2차 오일쇼크의 여파로 회사가 휘청거릴 때는 박정희 정부로부터 거액의 구제금융을 받기도 했다.  만약 박정희 정부가 김지태를 핍박하기만 했다면 이런 일들은 불가능 했을 것이다. 또 김지태가 박정희 정부 시기 자신의 2세들에게 정상적으로 회사 경영권을 넘겨주는 일도 불가능했을 것이다.
이렇다 보니 군사정권과의 유착 의혹이 있다. 김지태는 사업을 확장해야 하고, 박정희는 경제를 성장시켜야 했으니 각자의 필요에 따라 조심스럽게 관계를 유지하는 불가근불가원 관계를 맺었다는 의혹이다.

## 정수장학회 반환소송
박정희 정권이 만든 5.16 장학회(82년 정수장학회로 명칭이 변경 됨)은 1961년 김지태가 헌납한 부산일보, 한국문화방송, 부산문화방송(MBC)이 모태가 되어 만들어진 것이 분명한 사실이다. 김지태의 유족들은 정수장학회가 김지태가 1958년 설립한 부일장학회의 재산을 모태로 만들어졌음을 주장하며 국가를 상대로 주식반환소송을 걸었다. 이 때문에 18대 대선 당시 정수장학회 장물논쟁이 벌어졌다.
그러나 김지태의 부일장학회는 애초에 이름만 있지 형체가 없는 소규모 단체에 지나지 않았다. 기본적으로 장학재단을 설립하려면 문교부의 인가를 받아야 하며, 기본 재산 보유가 필수적인 설립 요건인데, 부일장학회는 공익재단으로 설립허가를 받은 적도 없고 기본재산 또한 단 한푼도 없었기 때문이다. 이는 곧 부일장학회라는 비영리법인은 법적으로 존재하지 않았음을 뜻한다. 거기다 정수장학회가 김지태가 100% 전부를 기부한 것은 아니다. 현 정수장학회 재산의 15.96%만 김지태가 기부하고, 나머지는 이병철 삼성그룹 회장, 박흥식 화신산업 사장 등 국내기업인과 일반국민, 재미교포 등이 기부한 기금이다. 여기에 석호필박사 같은 친한파 외국인들이 기부한 자금도 자료를 통해 알 수 있다.
김지태의 유족들은 박정희가 5.16 쿠데타 거사자금으로 500만 환을 김지태에게 요청한 것에 거절당한 앙심을 품고 재산을 빼앗겼다고 주장하고 있다. 그런데 김지태는 1976년 '나의 이력서'라는 자서전을 냈는데, 여기엔 박정희나 그 세력이 혁명거사자금을 요청했다는 내용이 없다. 오히려 이 책에는 박정희의 친필 휘호와 같이 찍은 사진이 첨부되어있다. 
국가정보원 과거사건진실규명을 통한발전위원회는 2005년 7월 22일 부일장학회(현 정수장학회) 헌납과 경향신문 매각 의혹 사건 조사 결과를 발표했다.
- 첫째, 박정희 국가 재건 최고회의 의장의 지시에 의해 수사되었음이 당시 중앙정보부 지부장이었던 박용기씨의 진술에서 확인되었으며,
- 둘째, 62년 6월 20일 김지태가 구속상태에서 강압에 의해 작성된 기부승낙서에 서명을 했으나 이마저도 구속 중 기부의 의혹을 지우기 위해 석방 이후인 6월 30일로 변조되었음이 국립과학수사연구소의 필적감정에 의해 확인되었으며,
- 셋째, 박정희 최고회의 의장의 대구사범 동기인 부산일보 주필 황용주의 석방을 빌미로한 김지태에 대한 재산포기 종용이 사실로 밝혀졌으며,
- 넷째, 경향신문의 매각과정에서도 중앙정보부장 김형욱을 앞세워 몇 번의 간첩사건을 통해 압력을 행사하였음이 확인되었으며,
- 다섯째, 일련의 과정 속에 중앙정보부와 국가재건 최고회의를 비롯한 국가 주요기관의 조직적이고 치밀한 계획 하에 이루어졌음이 국가기관에 의해 최초로 사실로 규명되었다.[39][40][41]

2007년 5월 29일 진실 화해를 위한 과거사위원회는 5.16 군사쿠데타로 집권한 정부가 정수장학회(옛 부일장학회) 재산을 강탈했다고 결론내렸다. 1962년 부산의 실업가 김지태 씨가 토지와 문화방송 주식 등 재산을 국가에 헌납한 것은 구속 수사 등 국가권력의 강압 때문이었다고 판단했다. 과거사위원회는 국가가 김 씨 유족에게 사과하고 헌납받은 재산도 반환하라고 권고했다.
진실규명 결정을 받은 김씨의 유가족들은 2010년 6월에 법원에 정수장학회와 국가를 상대로 낸 주식양도 등 청구소송을 냈다. 김씨 측은 "박 전 대통령이 사망하고 난 이후 1980년에 토지 반환청구 의사를 표시했고, 과거사정리위원회의 진실규명 결정을 송달받은 이후 손해배상을 청구한 것이므로 공소시효가 남아있다"고 주장했다.
하지만 부산에서 진행된 소송에서 1·2심 재판부는 모두 "김 씨가 강박으로 인해 스스로 의사결정을 할 수 있는 여지를 ‘완전히’ 박탈당한 상태에서 토지를 헌납했다고 보기는 어렵다"며 "증여의 의사표시는 강박을 이유로 취소할 수 있지만 김씨가 주식을 증여한 1962년 6월 20일부터 10년이 경과할 때까지 증여 행위를 취소했다고 볼 증거가 없으므로 취소권은 이미 소멸했다"고 밝혔다. (사건번호: 2010가합56697) 대법원은 2014년 2월 13일 김지태씨 장남 영구 씨를 비롯한 유가족 6명이 정수장학회와 국가를 상대로 낸 주식양도 등 청구소송 상고심에서 심리불속행 기각 결정을 내렸다.
즉, 군사정부 시절 이루어진 김지태의 개인 재산 기부는 (박정희 정부 및 중앙정보부의 ‘강압’이 일부 있었다 할지언정) 증여 행위 취소를 요청하지 않았기 때문에 '완전한 강탈'은 아니라는 것이 재판부의 공식 판결이며, 김지태 본인이 구속상태를 면하기 위해서 군사정부와 협상을 벌인 결과로 해석할 수 있을 것이다. 

## 김지태 유족의 유서조작 및 세금포탈
김지태는 1972년부터 아들을 각 회사 대표로 임명했다. 장남에겐 조선견직, 차남에겐 한국생사, 삼남에겐 삼화를 맡겼다. 문제는 그가 경영 일선에서 물러나면서 사정이 나빠졌다. 삼화는 신발 수출이 활기를 띤 덕분에 잘나가 1977년 종합무역상사가 됐으나 대규모 부실채권이 발생해 1979년 은행관리를 받게 됐다. 다른 두 회사의 사정도 비슷했다. 김지태는 소유하고 있던 부동산을 담보로 제공해 세 회사가 은행에서 돈을 빌릴 수 있게 해줬다. 이 돈의 성격에 대해 유족들은 그들끼리의 소송에서 '구제금융'이라고 밝혔다.
그런데 3사가 은행에서 빌린 돈을 갚지 못한 1982년 4월 김 씨가 타계해 유족들은 상속을 받게 됐다. 상속은 재산뿐만 아니라 채무도 함께 물려받는다. 그들은 김 씨가 은행에 담보 설정한 부동산도 상속받아야 한다. 그런데 세 기업이 은행 돈을 갚지 못하면, 거액의 상속세를 내고 상속받은 그 부동산을 은행에 넘겨야 했다. 기업들이 은행 빚을 갚을 가능성은 희박했다. 상속세만 날리게 된 것이다.
김 씨 사망 1년이 지난 1983년 7월 7일 유족들은 동부산세무서에 상속세를 신고하면서, 이 부동산을 세 아들이 경영하는 회사에 증여한다고 쓰여 있는 김 씨의 유서를 제출했다. 유서는 사망 7개월 전인 1981년 9월 15일 작성한 것으로 돼 있었다. 유서가 나오면 증여는, 김 씨가 사망하면서 바로 이뤄진 것으로 본다. 김씨의 사망과 동시에 기업으로 토지가 유증됐으니 유족들은 상속세를 낼 필요가 없게 되는 것이다.
갑자기 김 씨의 자필 유언서가 나왔다고 하자 세무서 측은 필적이 다른 것 같다며 김 씨의 필적을 알 수 있는 문서 제출을 요구했다. 유족들은 생전에 김씨가 쓴 편지를 내놓았다. 그런데 필적이 달랐다. 그리하여 유서를 놓고 진위 논쟁이 일었다.
1984년 2월 동부산세무서는 김 씨의 유서를 인정하지 않고 상속세 116억 원을 부과했다. 그 후 부산지법에서 승소한 유족들은 국세심판소에 심판 청구를 했다. 이 청구가 기각되자 그해 12월 유족 전원의 이름으로 대구고법에 상속세 부과 취소 소송을 냈다. 유족들은 이 유서가 진짜라는 것을 입증하기 위해 1982년 8월 부산지법에서 받은 검인 심판서 등을 증거로 제출했다. 그러자 1986년 3월 대구고법은 원고 승소 판결을 했다. 동부산세무서는 불복해 상고했으나 1986년 12월 대법원이 기각해 유족들은 최종 승소를 확정지었다. 상속세 부과를 취소시킨 것이다.
그러나 이런 노력에도 불구하고 세 기업은 2세 경영체제로 들어선 후 몰락의 길을 걸었다. 1982년 동방증권을 태평양화학에 팔았고, 조선견직도 1985년 거제리 공장을 팔아 하청업체로 전환했다. 이후 1992년에 한국생사와 삼화가 부도났고, 조선견직도 1995년 중국으로 이전하려다 실패한 후 서서히 문을 닫았다.
그러던 2006년 김지태의 6남이 서울중앙지법에 장남, 차남, 3남 등을 상대로 한 구상금 청구 소송을 냈다. 6남은 김지태 씨 첫 부인의 소생인데 계모, 계모가 낳은 자녀, 김 씨의 두 소실이 낳은 자녀 등 이복형제들과 함께 친형들을 상대로 구상금 청구 소송을 내면서 '유서는 가짜였다'고 주장했다.
1심에선 구상권 채권은 이미 소멸했다는 이유로 원고 패소 판결을 내렸으나, 2010년 대법원은 원심을 파기하고 서울고법으로 환송했다. (사건번호: 2010나54094) 2011년 5월 환송심을 맡은 서울고법 민사9부는 앞에서 정리한 대로 김 씨의 유서가 가짜인 것을 인정했다.
1980년대 짜장면 곱배기의 가격이 500원이고, 회사원들의 평균 월급이 50만원이었던 것을 고려해보면, 80년대의 116억은 오늘날 930억 정도에 해당하는 거액이다. 즉, 김지태 유족들이 김지태의 유서를 조작한 것이 사실이라면 그들은 무려 930억이나 되는 세금을 불법적으로 포탈한 것이 된다.
정치적인 논란을 떠나, 유족들이 재산 때문에 김씨 유서를 조작한 것이 사실이라면 그들이 정수장학회를 빼앗겼다며 국가에 반환소송을 제기하는 것도 진정성이 의심받게 된다.

## 이외 이력
- 前 동아대학교 특임강사

## 역대 선거 결과
|  | 28.89% |

|  | 33.97% |

|  | 22.05% |

## 참고 자료
- 김지태 - 대한민국헌정회
- 부산일보. “(부산 경제 야사) <23> 인물편 김지태 ① 광복이전 기업활동”.
- 뉴스인사이드. “정수장학회 반환 청구 기각, "강압은 있지만 '공소시효' 때문에…"”.